# Steinkiste von Cumledge
Die Steinkiste von Cumledge (englisch Cumledge Cist) lag im Weiler Cumledge, unweit des Whiteadder Water, nördlich von Duns in den Scottish Borders in Schottland.
Die trapezoide Steinkiste wurde 1950 von einem Traktor aufgedeckt. Sie bestand aus vier vertikalen Seiten- und zwei Deckenplatten und war 107 cm lang und 70 bis 80 cm breit und 65 cm tief. Sie wurde nach der Untersuchung abgetragen.
Im Boden der Kiste befand sich eine kleine Steinplatte. Die Kiste enthielt das Skelett eines jungen weiblichen Erwachsenen und eine Braunkohlescheibe von 42 mm Durchmesser, die als Anhänger beschrieben wurde, aber es könnte auch eine Spinnwirtel sein. Sie wurde den National Museums of Scotland übergeben.
In der Nähe liegt die Manderston cist.